# Бардопоклонство
Бардопоклонство — чрезмерное преклонение перед Уильямом Шекспиром. Шекспир был известен под именем «Бард» с XVIII века.. Боготворящий Шекспира называется словом бардопоклонник. Термин бардолатрия, образованный от шекспировского прозвища «Эйвонский бард» («the Bard of Avon») и греческого слова latria «преклонение» (наподобие идолопоклонства, то есть поклонение идолам), был выдуман Джорджем Бернардом Шоу в предисловии к сборнику «Три пьесы для пуритан», опубликованному в 1901 г. Шоу заявил, что не любит Шекспира-мыслителя и философа, поскольку Шоу считал, что Шекспир не занимается социальными проблемами, как это делает Шоу в своих пьесах.

## Истоки
Самые ранние упоминания об обожествлении Шекспира встречаются в анонимной пьесе «Возвращение с Парнаса», написанной при жизни поэта. Персонаж, любящий поэзию, говорит, что он получит картину Шекспира для своего исследования и что он будет «боготворить милого мистера Шекспира и в его честь положу под подушку его Венеру и Адониса, как мы и читаем об этом — не очень хорошо помню его имя, но уверен, что он был король — спал с Гомером под изголовьем его кровати». Однако этот персонаж здесь высмеивается как глупый любитель чувственной, а не серьёзной литературы.
Серьёзное отношение к бардопоклонству берёт начало в середине XVIII в., когда Сэмюэл Джонсон назвал произведение Шекспира «картой жизни» («a map of life»). В 1769 г. актёр Дэвид Гаррик, открывая статую Шекспира в Стратфорде-на-Эйвоне во время шекспировского юбилея, прочитал стихотворение, кульминацией которого были слова «Это он, это он, / Бог нашего идолопоклонства» («'tis he, 'tis he, / The God of our idolatry»). Гаррик также построил и храм Шекспиру в своём доме в Хэмптоне. Данный феномен получил развитие в эпоху романтизма, когда Сэмюэл Тейлор Кольридж, Джон Китс, Уильям Хэзлитт и другие описывали Шекспира трансцендентным гением. Отвращение Шоу к такому отношению к Шекспиру предвосхищается нападками Уильяма Каупера на весь фестиваль Гаррика как кощунственный в стихотворении «Задание» (1785).

## Вольтер
Вольтер побывал в Англии в 1726 г. и несколько раз посещал Королевский театр на Друри-Лейн, где видел несколько пьес Шекспира. Он провозгласил Шекспира гениальным писателем. Он был главным пропагандистом произведений Шекспира во Франции и перевёл на французский язык первые три действия Юлия Цезаря. Продвигая, переводя и распространяя его тексты, он заложил основу культа Шекспира. Позже Вольтер пытался бороться с культом, называя Шекспира варваром и отвергая культ как «простое бардопоклонство» и критикуя его понимание законов искусства, но идеалы культа уже начали распространяться.

## Викторианское бардопоклонство
Это явление сделалось важным в викторианскую эпоху, когда многие писатели считали произведения Шекспира светским эквивалентом или заменой Библии. «Этот король Шекспир, — писал эссеист Томас Карлайл в 1840 г., — разве он не сияет в коронованной власти над всеми нами, как самый благородный, самый нежный, но и самый сильный из знаков единства; нерушимый» («This King Shakespeare, does not he shine, in crowned sovereignty, over us all, as the noblest, gentlest, yet strongest of rallying signs; indestructible»).

Существенной характеристикой бардопоклонства является то, что Шекспир представлен не только величайшим из когда-либо живших писателей, но и высшим умом, величайшим психологом и наиболее точным описанием человеческого состояния и опыта. Другими словами, бардопоклонство определяет Шекспира в качестве мастера всего человеческого опыта и его интеллектуального анализа.  Как заявил Карлайл,
Об этом нашем Шекспире мнение, которое иногда приходится слышать несколько идолопоклоннически выраженным, на самом деле верное; я думаю, что лучшее суждение не только об этой стране, но и о Европе в целом постепенно указывает на вывод, что Шекспир до сих пор был главным из всех поэтов; величайший ум, который в нашем письменном мире оставил память о себе в литературе. В общем, я не знаю такой силы видения, такой способности мыслить, если мы возьмём все её признаки, ни у одного другого человека. Такое спокойствие глубины; спокойная радостная сила; всё изображено в этой великой душе его так верно и ясно, как в безмятежном бездонном море! 
Скептические взгляды Шоу возникли в ответ именно на такие идеи. Шоу желал демифологизировать Шекспира. Он подчёркивал, что Шекспир был способен как на блестящие, так и на банальные мысль, что и было с юмором сделано в его поздней кукольной пьесе «Шейкс против Шэва», где он сравнивает работу Шекспира со своей собственной. Он недвусмысленно утверждал, что Шекспир был великим поэтом, даже однажды назвал его «очень великим писателем», и похвалил за использование т. н. «словесной музыки». Он также заявил: «Никто никогда не напишет трагедии лучше, чем „Лир“». Однако он также написал в письме к миссис Патрик Кэмпбелл: «О, каким же проклятым дураком был Шекспир!» («Oh, what a damned fool Shakespeare was!») И жаловался на его «чудовищную риторическую болтовню, его невыносимые банальности, его сентенциозное сочетание готовых размышлений с полным интеллектуальным бесплодием» («monstrous rhetorical fustian, his unbearable platitudes, his sententious combination of ready reflections with complete intellectual sterility»).

## Гарольд Блум
Критик Гарольд Блум возродил бардопоклонство в своей книге 1998 г. «Шекспир: изобретение человека», где Блум даёт анализ каждой из 38 пьес Шекспира, «двадцать четыре из которых являются шедеврами». В книге Блума, написанной в помощь обычному читателю и театралу, утверждается, что бардопоклонство «должно быть ещё более светской религией, чем оно уже есть на сегодняшний день». В своей работе он утверждает, что Шекспир «изобрёл» человечество, так как предписал ныне распространенную практику «подслушивания» самого себя, которая и стимулирует внутреннее психологическое развитие. Кроме того, он принимает представление об истинной реальности персонажей Шекспира, рассматривая их как «настоящих людей» в том смысле, что они изменили сознание и способы восприятия не только читателей, но и большинства людей в западной культуре.

## Комментарии
1. ↑  The Return from Parnassus, Act 4, scene 1.